# The Early Beatles
The Early Beatles (с англ. — «Ранние Битлз») — шестое издание музыки The Beatles, выпущенное Capitol Records, и вообще восьмой их альбом на американском рынке. Альбом сильно напоминает более ранние компиляции, потому что все треки уже были до этого представлены на выпущенном Vee-Jay Records в начале 1964 года альбоме Introducing... The Beatles. Фотография на передней обложке этого альбома та же, что и на задней обложке британского LP-альбома Beatles for Sale.
Vee-Jay получила права на издание записей до того, как группа стала популярна в Америке (потому что Capitol, подразделение EMI в США, владельца лейбла Parlophone, первоначально отказались выпускать записи группы), и их издания поначалу провалились в чартах. Но после того как группа набрала популярность, Vee-Jay, все ещё владевшая правами на ранние записи, смогла выпустить их снова в Америке − и в этот раз они продавались миллионными тиражами. Capitol попыталась запретить Vee-Jay от выпуска их альбомов, но безуспешно. В октябре 1964 года закончилась лицензия Vee-Jay на продажу записей The Beatles, так что Capitol наконец смогла получить права на издание записей группы на американском рынке.
Хотя Vee-Jay выпустила четыре альбома-компиляции из записей The Beatles за пятнадцать месяцев (и все они попали в чарты), когда вышло издание Capitol − этот альбом также продавался, но высшая позиция в чартах была лишь 43, что делает этот альбом единственным из оригинальных изданий The Beatles, выпущенных Capitol или United Artists, которые не достигли в чартах 1 или 2 места (за исключением выпущенного Capitol документального альбома The Beatles’ Story, который занял в пике 7 место). Capitol делало очень небольшую рекламу альбому, так как лейбл рассматривал его лишь как замену LP, выпущенного Vee-Jay, а не как «новый» альбом The Beatles. The Early Beatles был продан в количестве около одного миллиона копий (на конец 1973 года) и был сертифицирован RIAA как «золотой» 8 января 1974 года.  Альбом был выпущен как в моно-, так и в стерео-версиях. Поскольку не существовало стереомиксов песен «Love Me Do» и «P.S. I Love You», Capitol использовало сделанные EMI «дуофонические» (duophonic) миксы обеих песен. Также были добавлены эффекты «эхо» и «реверберация» в микс песни «Twist And Shout».
Этот альбом был выпущен на CD-диске как часть бокс-сета The Capitol Albums, Volume 2 (номер по каталогу CDP 0946 3 57498 2 3), также в моно- и стерео-вариантах, однако моно-альбом был просто получен суммированием каналов стерео-в-моно (although the mono album mix appears to be strictly a stereo-to-mono fold-down); песня Please Please Me представляет скольжение и наслаивание слов в последнем куплете, как на стерео-версии и на оригинальном британском стерео-альбоме Please Please Me.

## Список композиций
Альбом включает одиннадцать из четырнадцати треков с первого британского LP-альбома Please Please Me. Не включены треки: «I Saw Her Standing There» (вышла на Meet the Beatles!), «Misery» и «There's a Place». Последние два трека сначала были выпущены Capitol в 1965 году на синглах «Starline», а затем появились на выпущенной Capitol в 1980 году американской версии альбома Rarities. Двумя другими треками, первоначально изданными Vee-Jay в Америке, но также не включенными в этот альбом, были «From Me to You» (которая не издавалась на LP в Америке до появления в 1973 году альбома-компиляции 1962-1966) и «Thank You Girl» (которую Capitol уже до того выпустила на LP The Beatles' Second Album).
| №  | Название           | Автор(ы)                  | Длительность |
| -- | ------------------ | ------------------------- | ------------ |
| 1. | «Love Me Do»       | Леннон-Маккартни          | 2:18         |
| 2. | «Twist and Shout»  | Фил Медли, Берт Расселл   | 2:32         |
| 3. | «Anna (Go to Him)» | Артур Александер          | 2:57         |
| 4. | «Chains»           | Джерри Гоффин, Кэрол Кинг | 2:23         |
| 5. | «Boys»             | Лютер Диксон, Уэс Фаррелл | 2:27         |
| 6. | «Ask Me Why»       | Леннон-Маккартни          | 2:28         |

| №   | Название                       | Автор(ы)                                                                                  | Длительность |
| --- | ------------------------------ | ----------------------------------------------------------------------------------------- | ------------ |
| 7.  | «Please Please Me»             | Леннон-Маккартни                                                                          | 1:59         |
| 8.  | «P.S. I Love You»              | Леннон-Маккартни                                                                          | 2:06         |
| 9.  | «Baby It's You»                | Бёрт Бакарак, Мак Дэвид, Барни Уильямс (англ. Barney Williams) − псевдоним Лютера Диксона | 2:38         |
| 10. | «A Taste of Honey»             | Рик Марлоу, Бобби Скотт                                                                   | 2:05         |
| 11. | «Do You Want to Know a Secret» | Леннон-Маккартни                                                                          | 2:00         |